# Astragalus mesogitanus
Astragalus mesogitanus är en ärtväxtart som beskrevs av Pierre Edmond Boissier. Astragalus mesogitanus ingår i släktet vedlar, och familjen ärtväxter. Inga underarter finns listade i Catalogue of Life.